# 逸仙号轻巡洋舰
逸仙号轻巡洋舰，是中华民国海军在抗日战争前建造的巡洋艦，中华民国海军将之分类为轻巡洋舰。其舰名来源为孙文的號。

## 舰历
1931年，于江南造船厂完工。
1935年，为参加纪念台湾日治40周年的博览会，福建省政府主席陈仪乘坐此舰于基隆港入港。
本艦雖為巡洋艦等級，不過其排水量僅1,650噸，僅與同時期日本的峯風級驅逐艦噸位相似，再加上其航速僅19節，除兩門主炮外也無其他諸如魚雷、水雷這類驅逐艦以上等級常見的武器，再加上水線處也未敷設水線裝甲，因此很難說其是一艘輕巡洋艦。
1937年，卢沟桥事变爆发，此舰参加南京江阴要塞的防卫战。9月24日，宁海、平海两舰相继被日军空袭击沉，此舰成为旗舰。但是在9月25日上午，此舰受到16架日军飞机的攻击而沉没，期间击落日军飞机2架，船员战死14人。
1938年，日军将此舰打捞，于5月12日回航吴港修理。修复作业中，日军将船上武器更换为日制装备的同时，还增设了船尾甲板、声纳和电探。
1939年，「逸仙舰」被更名为杂役船阿多田，成为海军兵学校的訓練艦。战后，逸仙舰作為賠償艦返还给中华民国，內部复原作业使用了已废弃的装甲巡洋舰八雲號上的德国木質傢俱。
1946年7月30日，复原作业完成。8月25日，此舰抵达上海，并且恢复了旧名加入海防第二艦隊服役。
1948年，逸仙號參加了遼瀋戰役的葫蘆島之戰。1949年4月23日，南京发生第二艦隊叛乱事件，本舰在艦長宋長志的帶領下佯作投降，其后參與長江突圍逃脱。到达台湾后，本艦數次参與了台湾海峽的警备任务，舷号为78，此時的逸仙艦相比於二戰後陸續接收的美援艦與賠償艦已經過時。
1953年5月24日，本艦參與貓頭洋海戰的炮擊行動，為最後參與的戰鬥任務。1958年6月1日，服役時間近28年，經歷了抗戰初期遭日軍繳獲後再回歸中華民國海軍服役直到八二三炮戰爆發前兩個月的逸仙舰在艦艇老舊，性能已無法跟上時代的客觀因素下除役，并于1959年5月19日出售拆毁。

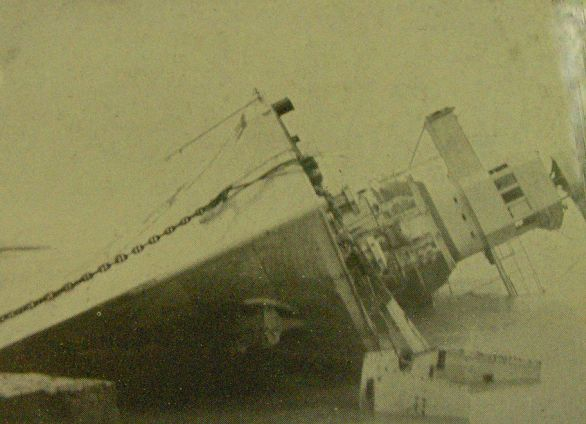
1938年被日軍打撈起的逸仙號
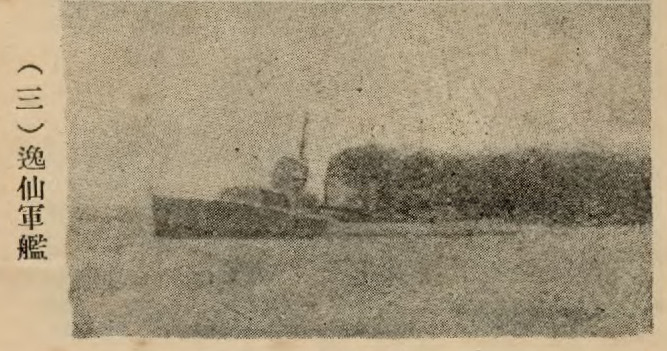
國共內戰時期的逸仙號。攝於1947年

## 歷任機輪長
| 任數 | 姓名   | 任期                            |
| ---- | ------ | ------------------------------- |
| 1    | 周烜   | 民國20年7月20日—民國22年11月1日 |
| 2    | 陳奇謀 | 民國22年11月1日—民國26年4月1日  |
| 3    | 黃貽慶 | 民國26年4月1日—民國26年9月25日  |